# Florian Bohnert
Pour les articles homonymes, voir Bohnert.
Florian Bohnert, né le 9 novembre 1997 à Luxembourg, est un footballeur international luxembourgeois qui joue au poste d'arrière droit au SC Bastia.

## Biographie

### En sélection
Après avoir joué successivement avec les -17 ans, les -19 ans et les espoirs, il est appelé en mars 2015 avec la sélection nationale pour un match contre la Slovaquie.
Il honore sa première sélection un an plus tard, lors d'un match amical contre le Nigeria. Le 6 septembre 2016, dans les dernières minutes d'un match animé contre la Bulgarie (défaite 4 buts à 3), il inscrit son premier but en sélection.